# ビリー・ガーデル
ビリー・ガーデル（Billy Gardell、1969年8月20日 - ）は、アメリカ合衆国の俳優。

## 出演作品
- Undrafted (2016)
- ＢＯＮＥＳ　ボーンズ　-骨は語る- シーズン5
- マイネーム・イズ・アール シーズン4
- マイネーム・イズ・アール シーズン3
- デスパレートな妻たち4
- Ｄ-ＷＡＲＳ ディー・ウォーズ
- ラスベガス シーズン4
- トラブル・マリッジ　カレと私とデュプリーの場合
- ＣＳＩ：5 科学捜査班
- Ｑｕｉｎｔｕｐｌｅｔｓ クィンタプレッツ ５つ子はティーンエイジャー
- ザ・プラクティス／ボストン弁護士ファイル シーズン8
- シルベスター・スタローン　ザ・ボディガード
- マイク&モリー マシュマロ系しあわせ日記
- ヤング・シェルドン Young Sheldon (2018-2019)